# Pláž

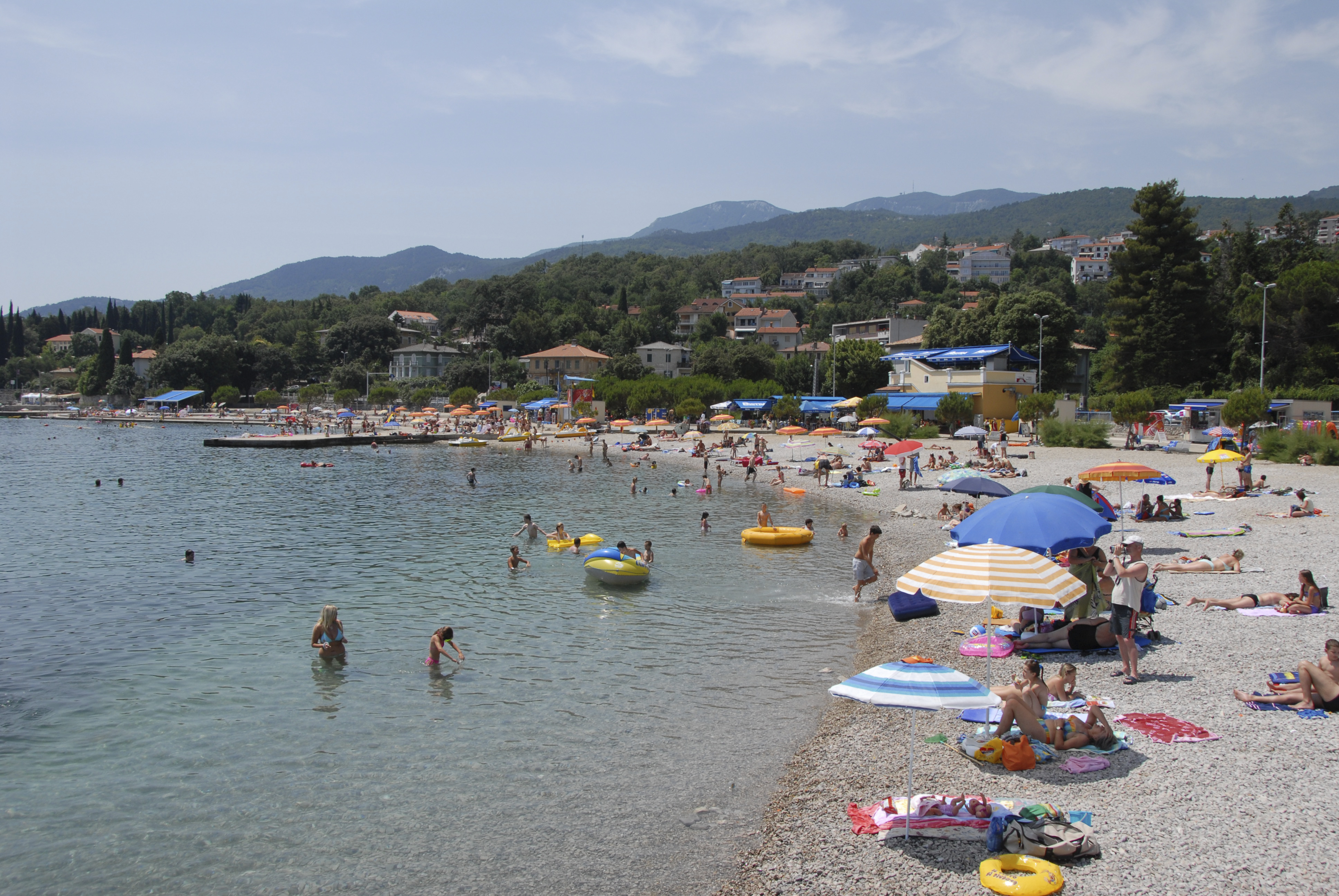
Pláž v chorvatském letovisku Ičići

Pláž je část zábřeží složená z písku nebo drobných kamínků. Pláž je základním akumulačním tvarem vzniklým procesy pobřežní modelace. U pláže rozpoznáváme čelo pláže, hranu plážové terasy, plážovou terasu (berm), plážový stupeň. Letní pláž vzniká na úkor předbřežních valů (příbojových valů, bouřkových valů) v období s málo četným výskytem příbojových vln. Naopak zimní pláž vzniká v období s četným výskytem příbojových vln, čemuž odpovídá plné vyvinutí předbřežních valů.  Jen mírně se svažuje směrem k vodě. Pláž se může vyskytovat na březích řek, jezer, moří či oceánů. Může být dlouhá i desítky až stovky kilometrů. 
Splaveniny akumulované v korytě řek se označují jako náplavy.

## Galerie

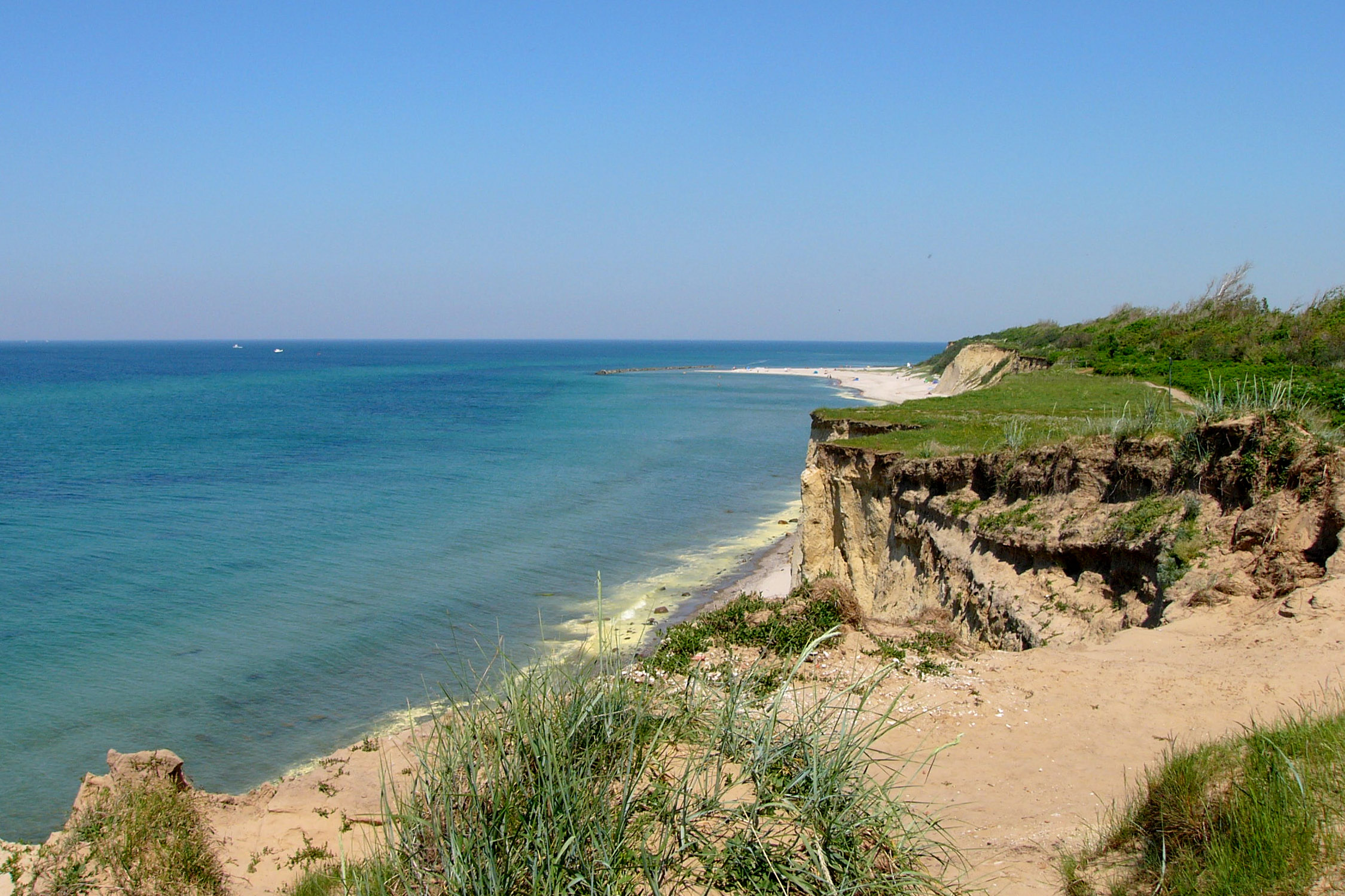
Pomerania Beach (Darss)
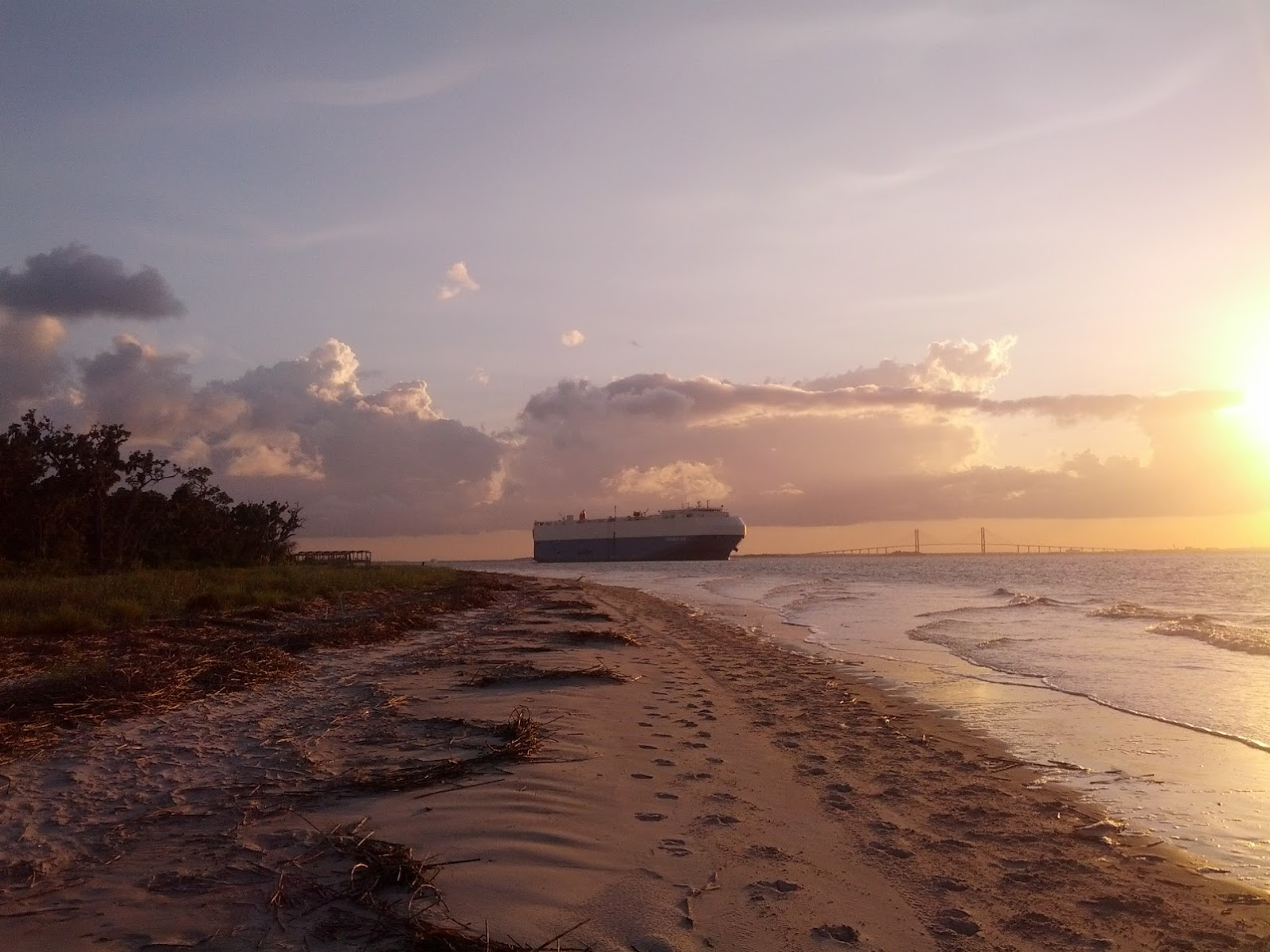
Pláž na ostrově Jekyll v Georgii
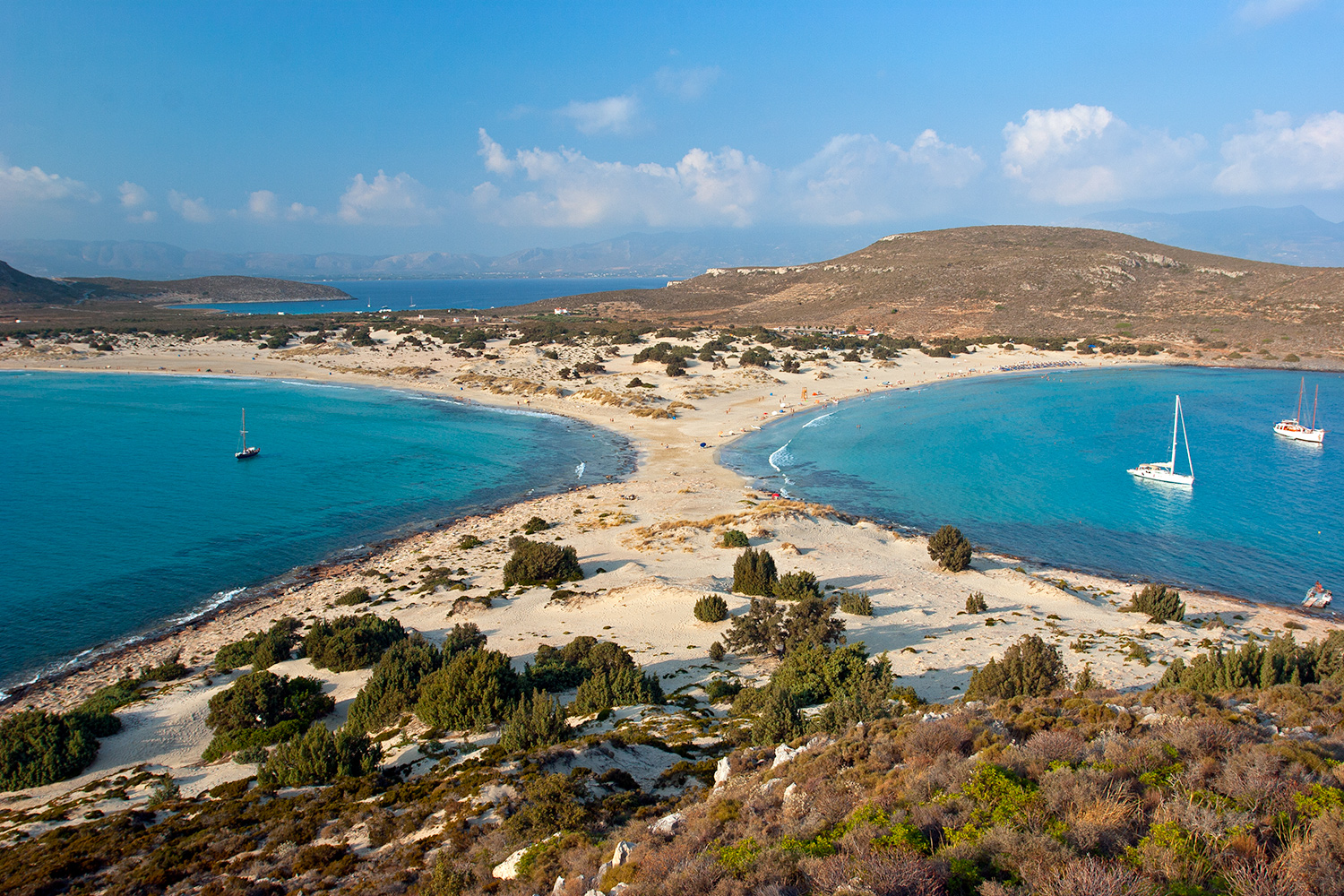
Pláž na ostrově Elafonisos v Řecku
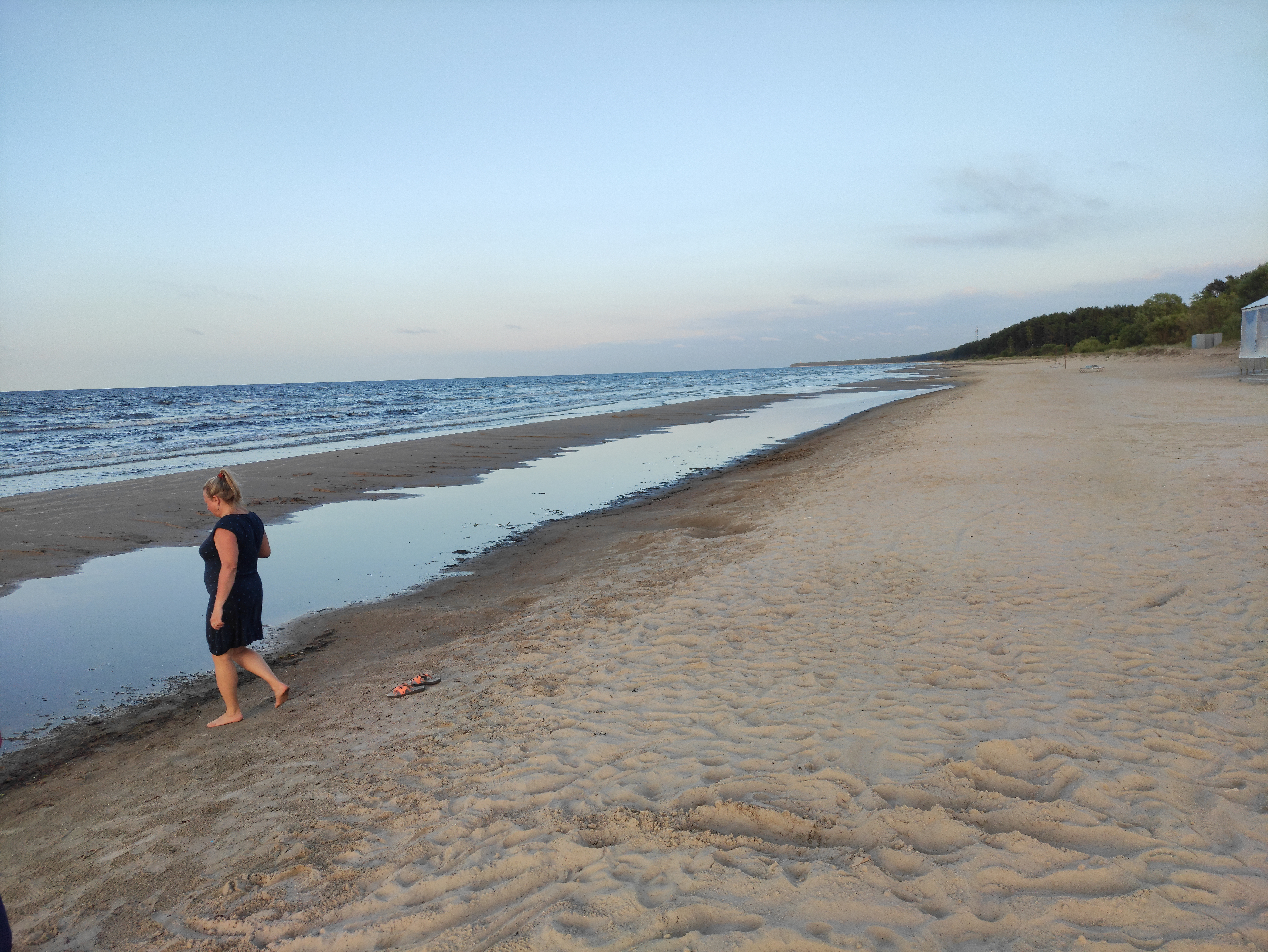
Pláž Klapkalnciems v Lotyšsku